# Lagenocarpus sericeus
Lagenocarpus sericeus är en halvgräsart som beskrevs av Hans Heinrich Pfeiffer. Lagenocarpus sericeus ingår i släktet Lagenocarpus och familjen halvgräs. Inga underarter finns listade i Catalogue of Life.